# Гэрриган, Лиам
Лиам Гэрриган (англ. Liam Garrigan; род. 17 октября 1981) — английский актёр театра и кино. В молодости он учился в компании «Northern Stage Company» и был студентом в Уайкском колледже. Его наиболее известными ролями являются Ян Аль-Харази в сериале Fox «24 часа: Проживи ещё один день» и Король Артур в сериале ABC «Однажды в сказке».

## Карьера
Гэрриган обучался профессиональному актёрскому мастерству в Гилдхоллской школе музыки и театра в Лондонском Сити. Он появился в сериалах BBC «Холби Сити», «Врачи», «Погоня» и «Мисс Марпл Агаты Кристи» канала ITV1. Он исполнил роль Альфреда в мини-сериале Starz TV «Столпы Земли». Он появился в «Элите спецназа» в роли капрала Эдварда Дуайра во время третьего сезона. С 2008 по 2011 гг. он также снялся в ирландском драматическом сериале RTÉ «Ссадина». В январе 2011 года Гэрриган снялся в военной драме BBC One «Работницы». В январе 2014 года Гэрриган появился в сериале «Безмолвный свидетель». В 2015 году у Гэрригана была повторяющаяся роль Короля Артура в «Однажды в сказке».

## Личная жизнь
Гэрриган помолвлен с певицей и автором песен Бет Роули.

## Фильмография
| Год  | Название                       | Ориг. название                | Роль         | Примечания      |
| ---- | ------------------------------ | ----------------------------- | ------------ | --------------- |
| 2010 | Новая кровь                    | New Blood                     | Стив         | короткометражка |
| 2014 | Геракл: Начало легенды         | The Legend of Hercules        | Ификл        |                 |
| 2017 | Трансформеры: Последний рыцарь | Transformers: The Last Knight | Король Артур |                 |
| 2020 | По наклонной                   | Cherry                        | Капитан      |                 |

| Год     | Название                       | Ориг. название           | Роль                       | Примечания                                           |
| ------- | ------------------------------ | ------------------------ | -------------------------- | ---------------------------------------------------- |
| 2003    | Холби Сити                     | Holby City               | Ник Йорк                   | Главная роль, 25 эпизодов                            |
| 2005    | Элита спецназа                 | Ultimate Force           | Эдвард Дуайр               | Главная роль, 4 эпизода                              |
| 2005    | Безмолвный свидетель           | Silent Witness           | Нэйтан Арчер               | Эпизоды: «Ghosts: Part 1» и «Ghosts: Part 2»         |
| 2006-07 | Погоня                         | The Chase                | Мэтт Лоу                   | Главная роль, 20 эпизодов                            |
| 2008    | Он убивал полицейских          | He Kills Coppers         | Джонатан Янг               | Телефильм                                            |
| 2008-11 | Ссадина                        | Raw                      | Бобби Грин                 | Главная роль, 16 эпизодов                            |
| 2009    | Мисс Марпл Агаты Кристи        | Agatha Christie's Marple | Стивен Рестарик            | Эпизод: «They Do It with Mirrors»                    |
| 2009    | Отдел мокрых дел               | Blue Murder              | Билли Рэдфилд              | Эпизод: «This Charming Man»                          |
| 2010    | Столпы Земли                   | The Pillars of the Earth | Альфред                    | Главная роль, 9 эпизодов                             |
| 2011    | Работницы                      | Land Girls               | преподобный Генри Джеймсон | Повторяющаяся роль, 4 эпизода                        |
| 2011    | Ночной дозор                   | The Night Watch          | Реджи Нигри                | Телефильм                                            |
| 2012-13 | Ответный удар                  | Strike Back              | сержант Лиам Бакстер       | Главная роль, 11 эпизодов                            |
| 2014    | Безмолвный свидетель           | Silent Witness           | доктор Кристи Нэш          | Эпизоды: «Fraternity: Part 1» и «Fraternity: Part 2» |
| 2014    | 24 часа: Проживи ещё один день | 24: Live Another Day     | Ян Аль-Харази              | Повторяющаяся роль, 7 эпизодов                       |
| 2015    | Чистота                        | Spotless                 | Виктор Клэй                | Повторяющаяся роль                                   |
| 2015-16 | Однажды в сказке               | Once Upon a Time         | Король Артур               | Повторяющаяся роль, 11 эпизодов                      |